# Como Vai Você
"Como Vai Você" é uma canção composta por Antônio Marcos e Mário Marcos e gravada originalmente por Roberto Carlos em seu álbum homônimo de 1972.

## Composição e gravação
Mário Marcos, então com 19 anos, encontrava-se apaixonado platonicamente por uma menina, que preferiu afastar-se por não corresponder aos sentimentos dele. Mesmo após meses, continuava abalado com a situação e, durante uma visita à casa de sua mãe, se sentou ao piano e compôs a melodia e os primeiros versos da canção, inspirado pela saudade da garota. Após mostrar o esboço para seu irmão Antônio, os dois a completaram e decidiram por oferecê-la ao cantor Roberto Carlos, que já tinha gravado uma canção de Antônio anteriormente ("E Não Vou Mais Deixar Você Tão Só", faixa de abertura do álbum O Inimitável, em
1968).
Roberto recebeu uma fita das mãos de Antônio, que afirmou tratar-se de um presente. Ele gravou a canção nos Estados Unidos, com arranjo do maestro Jimmy Wisner.

## Versão de Daniela Mercury
"Como Vai Você" foi regravada pela artista musical brasileira Daniela Mercury e incluída na trilha sonora da telenovela Laços de Família, da Rede Globo, em 2000. Foi logo após acoplada em um CD single ao quinto álbum de estúdio da cantora, Sol da Liberdade (2000). O single também foi visto como a razão responsável pelo impulsionamento das vendas do álbum, estando presente apenas no seu relançamento.

### Composição
A regravação de "Como Vai Você" dura três minutos e quarenta e nove segundos. Os vocais de Mercury acentuam a sensualidade dos versos, quase sussurando-os, sendo sublinhado pelos acordes "arpejados" de violão sobre um colchão de cordas que vai ganhando volume aos poucos.

### Prêmios e indicações
| Ano  | Prêmio          | Indicação     | Resultado | Ref.  |
| ---- | --------------- | ------------- | --------- | ----- |
| 2000 | Melhores do Ano | Música do Ano | Venceu    | [ 4 ] |

### Posições
| Parada (2000)           | Maior posição |
| ----------------------- | ------------- |
| Brasil—(Hot 100 Brasil) | 4             |

## Versão de Zezé Di Camargo & Luciano
"Como Vai Você" ainda foi incluída na trilha sonora do filme 2 Filhos de Francisco, de Breno Silveira, que conta a história de Zezé Di Camargo & Luciano. Para fazer parte do filme, foi feita uma mixagem com a voz de Antônio Marcos da gravação original de 1973, à qual foram sobrepostas em  estúdio as vozes da dupla. Na cena do filme onde a música é interpretada, aparecem o ator principal no papel de Zezé juntamente Paloma Duarte, filha de Antônio Marcos, numa homenagem ao compositor que era ídolo da dupla.

### Desempenho nas paradas
| Parada (2005)          | Melhor posição |
| ---------------------- | -------------- |
| Brasil— Hot 100 Brasil | 1              |

## Versão de Thalía
Em 2009, a cantora mexicana Thalía, regravou a música com o título de "Qué será de ti" para seu primeiro álbum ao vivo Primera Fila, que foi lançado como o segundo single da obra.

### Performances ao vivo
Thalía cantou a música junto com um medley de seus hits ("Entre el mar y una estrella" e "Amor a la Mexicana") no " Premio Lo Nuestro; "prêmios no qual ela foi homenageada com o prêmio "Jóvenes con Legado". Thalia levou o prêmio das mãos de Gloria Estefan, fazendo desta uma das maiores honra. O "Premio Lo Nuestro 2010" premiou Thalia por suas realizações na indústria da música ao longo de todos esses anos, quando ela conseguiu estabelecer seu nome internacionalmente.
Thalia também cantou a música junto com "Equivocada" no programa mexicano "Hoy" e "Adela Micha".

## Desempenho nas tabelas musicais e certificação

### Gráficos semanais
| Chart (2010)                     | Maior posição |
| -------------------------------- | ------------- |
| Estados Unidos (Hot Latin Songs) | 35            |
| Estados Unidos (Latin Pop Songs) | 13            |
| México (Mexican Singles Chart)   | 2             |

### Certificações
| País (Empresa)                          | Certificação | Vendas  |
| --------------------------------------- | ------------ | ------- |
| México (AMPROFON)                       | Ouro         | 30,000* |
| *vendas baseadas apenas na certificação |              |         |

## Outras regravações
- Gravada em 1973 pelo próprio Antônio Marcos, no mesmo ano por Evinha e Maria Bethânia, em 1975 por Nelson Gonçalves, em 1982 por Cauby Peixoto em parceria com Ângela Maria e diversas outras gravações sempre com grande sucesso.[1]

- Em 2009, a cantora mexicana Thalía gravou a canção em seu álbum ao vivo Primera Fila, que foi lançado como o segundo single intitulada "Que Será de Ti".

- Em 2015, o cantor sertanejo Daniel incluiu a canção em um pot-pourri no álbum In Concert em Brotas.

- Em 2016, a dupla Bruno & Marrone lançou uma versão da canção como tema de abertura da telenovela Escrava Mãe, da Record TV.

- Em 2017, o cantor pernambucano Johnny Hooker regravou a faixa como tema da supersérie da Rede Globo, Os Dias Eram Assim.
- Em 2021, Lobão lançou a música como single, fazendo parte do projeto Canções de Quarentena, onde o cantor interpreta clássicos da música brasileira.[9]